# Олівія Грегуар
Олівія Грегуар (фр. Olivia Grégoire ; 30 вересня 1978, Париж) — французький політик, член партії «Вперед, Республіка!». З 2022 року міністр-делегат малого та середнього підприємництва, торгівлі, ремесел та туризму.
Народилася 30 вересня 1978 в Парижі. Закінчила приватний католицький ліцей Святої Марії у Нейї-сюр-Сен.
В 1999 закінчила Університет Західний Париж — Нантер-ля-Дефанс, де вивчала історію.
У 2001 отримала диплом зі зв'язків з громадськістю в паризькому Інституті політичних досліджень.
У 2002 отримала диплом з маркетингу у Вищій школі економічних і комерційних наук.
У 2003 розпочала професійну кар'єру в інформаційній службі уряду Жана-П'єра Раффарена, з 2005 року працювала в апараті міністра охорони здоров'я Ксав'є Бертрана, пізніше — Філіпа Ба. У 2007 році стала директором зі зв'язків з громадськістю та сталого розвитку в приватному рекламному агентстві DDB France, з 2009 року обіймала аналогічну посаду в агентстві W&C (група Havas), потім у групі Saint-Gobain. Працювала директором з видавничої діяльності та зв'язків з громадськістю в державному управлінні з покращення становища жінок Etalab, у 2014 році заснувала власне агентство зі зв'язків з громадськістю Olicare.
18 червня 2017 року, представляючи партію «Вперед, Республіка!», перемогла на парламентських виборах у 12-му окрузі Парижа з результатом 53,6 %.
26 липня 2020 року при формуванні уряду Жана Кастекса призначена державним секретарем соціальної, солідарної та відповідальної економіки.
20 травня 2022 року призначена державним секретарем при новому прем'єр-міністрі Елізабет Борн, офіційним представником уряду.
19 червня 2022 року переобрана у своєму окрузі на новий термін депутатом Національних зборів з результатом 68,51 %.
4 липня 2022 року було сформовано другий уряд Борн, в якому Грегуар призначена міністром-делегатом малого та середнього підприємництва, торгівлі, ремесел та туризму.